# Райхартсгаузен
Райхартсгаузен (нім. Reichartshausen) — громада в Німеччині, у землі Баден-Вюртемберг. Підпорядковується адміністративному округу Карлсруе. Входить до складу району Рейн-Неккар.
Площа — 10,00 км². Населення становить 2106 ос. (станом на 31 грудня 2020).